# Loma Larga, Jalacingo
Loma Larga är en ort i Mexiko.   Den ligger i kommunen Jalacingo och delstaten Veracruz, i den sydöstra delen av landet, 190 km öster om huvudstaden Mexico City. Loma Larga ligger 2 405 meter över havet och antalet invånare är 185.
Terrängen runt Loma Larga är platt åt sydost, men åt nordväst är den kuperad. Runt Loma Larga är det ganska tätbefolkat, med 86 invånare per kvadratkilometer. Närmaste större samhälle är Atzalan, 18,4 km norr om Loma Larga. Trakten runt Loma Larga består till största delen av jordbruksmark.